# Ametralladora Bira
La Bira fue una ametralladora de 14,7 mm diseñada y manufacturada en Nepal a fines del siglo XIX. Fue un desarrollo basado en la ametralladora Gardner estadounidense. Tenía dos cañones, pero era alimentada mediante un tambor situado sobre el cajón de mecanismos, similar al de la posterior ametralladora Lewis. La ametralladora Bira nunca fue empleada en combate. 

## Descripción
Inventada por el General nepalés Gehendra Shamsher Jang Bahadur Rana (1871–1905) y parecida a la Gardner estadounidense en algunos aspectos (especialmente en los cerrojos alternantes), aunque el mecanismo interno de la Bira es bastante diferente en muchas formas, especialmente en que es disparada a manivela —pero esta gira en sentido antihorario, ya que se descubrió que así era más fiable[cita requerida] que la habitual rotación en sentido horario de la mayoría de ametralladoras mecánicas tales como la Gatling y la Nordenfelt—.
Las ametralladoras Bira fueron manufacturadas en 1896-1897 y literalmente eran artesanales, con pocas piezas intercambiables entre ellas. Aparentemente nunca fueron empleadas en combate, pero son interesantes artefactos, ya que fueron construidas en una época cuando las ametralladoras automáticas, tales como la Maxim, habían sido desarrolladas y se estaban haciendo cada vez más comunes.